# Живородні організми
Живоро́дний  (від слів «живий» і «родити») — термін на позначення тварин (зокрема більшості ссавців), у яких ембріон розвивається в організмі матері, тож дитинчата з'являються на світ живими, а не з відкладених самицею яєць. Розвиненіша форма живородних тварин — плацентарні живородні тварини, до яких належать такі групи, як акули, оніхофори і гримучі змії. Дитинчата живородних тварин живуть незалежно і потребують постачання поживних речовин із зовнішнього середовища з моменту народження. Можливість народжувати живих дитинчат найкраще розвилася серед плацентарних ссавців, але трапляється і серед багатьох плазунів, деяких земноводних, ракоподібних (наприклад дафнії), скорпіонів, комах (тлі, мухи цеце, деякі таргани) і кількох видів риб, наприклад, живородних акваріумних риб.
Термін також використовується щодо рослин. Живородні рослини виробляють насіння, яке проростає до відділення від материнської рослини, це явище спостерігається, наприклад, серед мангрових дерев. Живородні рослини можуть також формувати повітряні цибулини або нові рослини замість насіння, як це буває у тигрової лілії.